# Maireth Pérez
Maireth Pérez (Valledupar, Colombia; 31 de marzo de 2001) es una futbolista colombiana. Juega en la posición de mediocampista y su equipo actual es el Hapoel Jerusalem FC de la Ligat Nashim de Israel.
Con el Club Ñañas tuvo una destacada actuación siendo una de las goleadoras de la Copa Libertadores Femenina 2022. Sin embargo, salió del club con un pleito legal que finalmente ganó por incumplimiento de contrato por parte del club.
En 2023 jugó con Millonarios en la Liga Profesional Femenina de Colombia, y en el segundo semestre se confirmó su llegada al Hapoel Jerusalem FC de la Ligat Nashim de Israel.

## Selección nacional

### Participaciones en Campeonatos Sudamericanos
| Competición                     | Categoría | Sede      | Goles | Resultado    |
| ------------------------------- | --------- | --------- | ----- | ------------ |
| Campeonato Sudamericano de 2016 | Sub-17    | Venezuela | 2     | Cuarto lugar |
| Campeonato Sudamericano de 2018 | Sub-17    | Chile     | 7     | Subcampeona  |
| Campeonato Sudamericano de 2018 | Sub-20    | Ecuador   | 2     | Tercer lugar |
| Campeonato Sudamericano de 2020 | Sub-20    | Argentina | 1     | Cancelado    |

## Clubes
| Club                   | País     | Año           |
| ---------------------- | -------- | ------------- |
| Independiente Medellín | Colombia | 2019          |
| Club Ñañas             | Ecuador  | 2020-2022     |
| Millonarios            | Colombia | 2023          |
| Hapoel Jerusalem FC    | Israel   | 2023-presente |

## Palmarés

### Títulos nacionales
| Título                        | Club                | País     | Año  |
| ----------------------------- | ------------------- | -------- | ---- |
| Juegos Deportivos Nacionales  | Selección Antioquia | Colombia | 2019 |
| Súperliga Femenina de Ecuador | Club Ñañas          | Ecuador  | 2022 |

### Títulos internacionales
| Título              | Equipo                                | Sede     | Año  |
| ------------------- | ------------------------------------- | -------- | ---- |
| Juegos Bolivarianos | Selección femenina Sub-20 de Colombia | Colombia | 2017 |

### Distinciones individuales
| Distinción                                                         | Año  |
| ------------------------------------------------------------------ | ---- |
| Máxima goleadora Campeonato Sudamericano Femenino Sub-17 (7 goles) | 2018 |